# Marcus Heiland
Marcus Heiland (* 1500 in Vaihingen an der Enz; † 2. Oktober 1549 in Straßburg) war ein württembergischer evangelischer Theologe.

## Leben
Marcus Heiland war anfangs ein Tuchscherer und wurde danach Korrektor in der Druckerei des Johannes Froben in Basel. In dieser Funktion soll er auch für Konrad Pellikan tätig gewesen sein. Er studierte an der Universität Basel erst artes liberales, dann Theologie, heiratete die Basler Kaufmannstochter Maria Iselin und hatte mit ihr einen Sohn, den späteren Theologieprofessor Samuel Heiland.
Er wurde Pfarrer in Bubendorf in Baselland. Im Jahr 1535 wurde er nach Herzog Ulrichs Rückkehr von Ambrosius Blarer in den württembergischen Kirchendienst berufen. Er wurde Pfarrer in Gammertingen, 1537 in Calw, wo er sich auch um die Errichtung lateinischer und deutscher Schulen verdient machte. Er nahm ab 1540 an den Religionsgesprächen in Hagenau, Worms und Regensburg teil. Er floh 1548 wegen des Augsburger Interims nach Straßburg, wurde hier als Diakon an St. Nicolai angestellt, starb aber schon 1549.